# MarJon Beauchamp
MarJon Beauchamp (Yakima, 12 ottobre 2000) è un cestista statunitense, di ruolo ala piccola, professionista nella NBA con i New York Knicks.

## Carriera
Dopo aver trascorso la prima stagione professionistica con la NBA G League Ignite, il 23 giugno 2022 viene selezionato al Draft NBA con la ventiquattresima scelta assoluta dai Milwaukee Bucks.

## Statistiche

### College
| Anno      | Squadra               | PG | PT | MP   | TC%  | 3P%  | TL%  | RP   | AP  | PRP | SP  | PP   |
| --------- | --------------------- | -- | -- | ---- | ---- | ---- | ---- | ---- | --- | --- | --- | ---- |
| 2020-2021 | Yakima Valley College | 12 | 10 | 36,4 | 52,5 | 39,8 | 76,8 | 10,5 | 4,8 | 1,3 | 1,1 | 30,7 |
| Carriera  | Carriera              | 12 | 10 | 36,4 | 52,5 | 39,8 | 76,8 | 10,5 | 4,8 | 1,3 | 1,1 | 30,7 |

### NBA

#### Regular Season
| Anno      | Squadra         | PG  | PT | MP   | TC%  | 3P%  | TL%  | RP  | AP  | PRP | SP  | PP  |
| --------- | --------------- | --- | -- | ---- | ---- | ---- | ---- | --- | --- | --- | --- | --- |
| 2022-2023 | Milwaukee Bucks | 52  | 11 | 13,5 | 39,5 | 33,1 | 73,0 | 2,2 | 0,7 | 0,4 | 0,1 | 5,1 |
| 2023-2024 | Milwaukee Bucks | 48  | 1  | 12,7 | 48,8 | 40,0 | 67,9 | 2,1 | 0,6 | 0,3 | 0,1 | 4,4 |
| 2024-2025 | Milwaukee Bucks | 26  | 0  | 4,7  | 38,3 | 33,3 | 75,0 | 1,2 | 0,3 | 0,1 | 0,0 | 2,0 |
| 2024-2025 | L.A. Clippers   | 3   | 0  | 5,7  | 57,1 | 66,7 | 50,0 | 1,0 | 0,7 | 0,0 | 0,0 | 4,0 |
| 2024-2025 | N.Y. Knicks     | 6   | 0  | 2,8  | 45,5 | 20,0 | 100  | 1,5 | 0,2 | 0,2 | 0,0 | 2,5 |
| Carriera  | Carriera        | 135 | 12 | 10,9 | 43,0 | 35,4 | 71,8 | 1,9 | 0,6 | 0,3 | 0,1 | 4,1 |

#### Playoffs
| Anno     | Squadra         | PG | PT | MP  | TC%  | 3P%  | TL%  | RP  | AP  | PRP | SP  | PP  |
| -------- | --------------- | -- | -- | --- | ---- | ---- | ---- | --- | --- | --- | --- | --- |
| 2023     | Milwaukee Bucks | 2  | 0  | 2,5 | 66,7 | 100  | -    | 0,5 | 0,0 | 0,0 | 0,0 | 2,5 |
| 2024     | Milwaukee Bucks | 4  | 0  | 2,5 | 25,0 | 0,0  | 50,0 | 0,3 | 0,5 | 0,0 | 0,0 | 0,8 |
| Carriera | Carriera        | 6  | 0  | 2,5 | 42,9 | 33,3 | 50,0 | 0,3 | 0,3 | 0,0 | 0,0 | 1,3 |

#### Massimi in carriera
- Massimo di punti: 20 vs Atlanta Hawks (14 novembre 2022)[3]
- Massimo di rimbalzi: 8 (2 volte)
- Massimo di assist: 4 (3 volte)
- Massimo di palle rubate: 2 (7 volte)
- Massimo di stoppate: 2 vs Memphis Grizzlies (7 aprile 2023)
- Massimo di minuti giocati: 43 vs Memphis Grizzlies (7 aprile 2023)

### G League
| Anno      | Squadra         | PG | PT | MP   | TC%  | 3P%  | TL%  | RP  | AP  | PRP | SP  | PP   |
| --------- | --------------- | -- | -- | ---- | ---- | ---- | ---- | --- | --- | --- | --- | ---- |
| 2021-2022 | G League Ignite | 12 | 11 | 36,6 | 57,1 | 24,2 | 65,0 | 7,3 | 2,5 | 1,6 | 0,6 | 15,1 |
| 2022-2023 | Wisconsin Herd  | 6  | 5  | 33,5 | 43,2 | 30,4 | 100  | 6,3 | 1,0 | 0,7 | 0,7 | 19,3 |
| 2023-2024 | Wisconsin Herd  | 3  | 3  | 36,3 | 45,3 | 29,2 | 84,6 | 6,3 | 5,7 | 1,3 | 0,0 | 24,7 |
| Carriera  | Carriera        | 21 | 19 | 35,7 | 50,6 | 28,2 | 82,7 | 6,9 | 2,4 | 1,3 | 0,6 | 17,7 |